# Paradiset er ikke til salg
Paradiset er ikke til salg er en film instrueret af Teit Ritzau efter manuskript af Ole Henning Hansen.

## Handling
Dokumentarfilm om mennesker med trang til at være begge køn eller til at skifte køn, og som ifører sig det andet køns tøj eller får foretaget kønsskifteoperation.